# Хурцилава, Отари Гивиевич
Ота́ри Ги́виевич Хурцила́ва (род. 1950, Сухуми) — российский организатор здравоохранения, президент Северо-Западного государственного медицинского университета им. И. И. Мечникова, доктор медицинских наук, профессор.
Родился 23 июня 1950 года. Трудовую деятельность начал в 1967 году санитаром станции скорой медицинской помощи в Тбилиси.